# HMS Majestic (1895)
Pour les autres navires du même nom, voir HMS Majestic.
Pour les articles homonymes, voir Majestic.
Le HMS Majestic, est un cuirassé pré-dreadnought de classe Majestic appartenant à la Royal Navy.

## Histoire

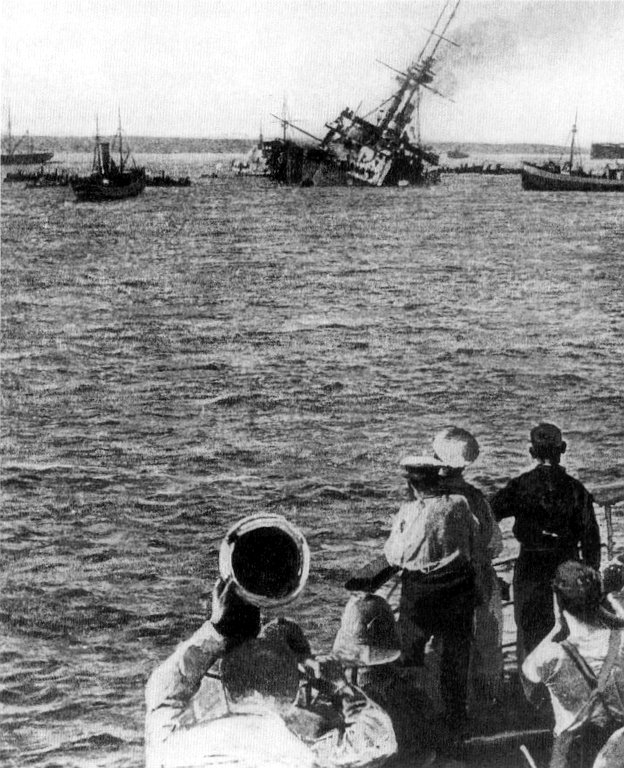
Le Majestic coulant.